# Paul Hoffmann (Landrat)
Paul Hoffmann (* 28. Oktober 1853; † 2. September 1935 in Berlin) war ein deutscher Beamter und Landrat.

## Leben
Hoffmann studierte an der Universität Breslau Rechtswissenschaft. Während des Studiums wurde er Mitglied im Corps Silesia Breslau. Nach dem Assessorexamen wurde er preußischer Beamter.
1890 bis 1894 war er Landrat des Landkreises Kosten.
Anschließend war er zunächst Regierungsrat beim Oberpräsidium in Münster und danach Ministerialrat und zuletzt Vortragender Rat im Landwirtschaftsministerium in Berlin.